# Leticia Costas
Leticia Costas (ur. 22 marca 1990 w Pontevedrze) – hiszpańska tenisistka.
Pierwszy kontakt z zawodowym tenisem odnotowała w wieku czternastu lat, w sierpniu 2004 roku, biorąc udział (dzięki "dzikiej karcie") w kwalifikacjach do turnieju ITF w Vigo. W kwietniu następnego roku przeszła przez eliminacje do zawodów w Tortosa i po raz pierwszy zagrała w turnieju głównym, w którym dotarła do drugiej rundy. W sierpniu 2007 roku osiągnęła swój pierwszy finał w Mollerussa. W listopadzie 2007 roku na Majorce, wygrała swój pierwszy w karierze turniej deblowy, natomiast pierwszy triumf singlowy odniosła w 2010 roku − w La Coruna. W sumie wygrała jeden turniej w grze pojedynczej i siedem w grze podwójnej rangi ITF.
Dzięki "dzikiej karcie" zagrała w eliminacjach do turnieju WTA w Barcelonie. Po pokonaniu w trzeciej fazie kwalifikacji Aliny Żydkowej, awansowała do turnieju głównego. Przegrała w pierwszej rundzie z Lucie Šafářovą 2:6, 1:6. Po raz drugi w turnieju głównym imprezy WTA zagrała w lutym 2011 roku, w Bogocie, odpadając w pierwszej rundzie.
W rankingu WTA najwyżej została sklasyfikowana w lipcu 2011 − na 179. miejscu.

## Wygrane turnieje rangi ITF
| turnieje z pulą nagród 100 000 $ |
| turnieje z pulą nagród 75 000 $  |
| turnieje z pulą nagród 50 000 $  |
| turnieje z pulą nagród 25 000 $  |
| turnieje z pulą nagród 15 000 $  |
| turnieje z pulą nagród 10 000 $  |

### Gra pojedyncza
|    | Data       | Turniej   | Kat. | ($)    | Naw.   | Finalistka              | Wynik         |
| 1. | 25/07/2010 | La Coruna | ITF  | 25 000 | twarda | María-Teresa Torró-Flor | 1:6, 6:4, 6:3 |